# Palau abacial de Santa Maria de Serrateix
El Palau abacial de Santa Maria de Serrateix és una obra amb elements neoclàssics de Viver i Serrateix (Berguedà) inclosa a l'Inventari del Patrimoni Arquitectònic de Catalunya.

## Descripció
El Palau Abacial fou un dels conjunts més malmesos del monestir de Serrateix. Cal fer referència, primerament, a la imponent torre abacial situada en l'angle de l'edifici que segueix al campanar. És una massissa torre de planta quadrangular, coberta amb teulada de quatre vessants amb finestres a tres nivells al cantó de ponent. Segueix al campanar una massissa porta adovellada (avui restaurada) que dona pas al pati abacial que conserva l'estructura dels segles xiv i xv. El Palau abacial fou sensiblement modificat al segle xviii en aprofitar part dels seus murs per a construir la casa rectoral.
Els treballs de Restauració del Palau de l'Abat, la Torre i el mur S del monestir van començar l'any 1986 i es van acabar l'any 1990, subvencionats pel Servei del Patrimoni Arquitectònic de la Generalitat de Catalunya.

## Història
L'obra del Palau Abacial que correspon als segles XIV-XV i al segle xviii devia ser iniciada pels abats més emprenadors. Durant l'abadiat de Berenguer de Lluçà (1303-1329) el monestir encara no tenia el palau abacial, car en una visita feta per l'arquebisbe de Tarragona s'especifica que els monjos i l'abat dormen en comú, la qual cosa fa pensar que és obra posterior. Al segle xviii la casa fou reformada com gran part del monestir, segurament durant el govern de l'abat Escofet (1798-1827).
El Departament de Cultura de la Generalitat de Catalunya va fer obres de restauració en el conjunt monacal.